# Dobrogensisnenteria norimbergensis
Dobrogensisnenteria norimbergensis es una especie de arácnido del orden Mesostigmata de la familia Nenteriidae.

## Distribución geográfica
Se encuentra en Alemania.